# Струве Отто Васильович
Отто Васильович Струве (нім. Otto Willhelm von Struve, 7 травня 1819 — 14 квітня 1905) — російський астроном, академік Петербурзької АН (1861—1889). Син Василя Яковича Струве.

## Біографія
У 1839 закінчив Дерптський університет. У 1836—1838 — понадштатний помічник директора Дерптської обсерваторії. З 1839 — помічник директора, в 1862—1889 — директор Пулковської обсерваторії. Після відходу у відставку виїхав в 1895 до Німеччини. До періоду перебування Струве на посаді директора Пулковської обсерваторії відноситься спорудження в 1885 30-дюймового рефрактора, одного з найбільших у світі.
Основні наукові роботи пов'язані зі спостереженнями на 15-дюймовому рефракторі Пулковської обсерваторії. Відкрив понад 500 подвійних зірок, виміряв паралакс кількох зірок, вів спостереження планет і їхніх супутників, комет і туманностей. Представляють цінність його вимірювання положень зірок у газопилової туманності в сузір'ї Оріона, при цьому він встановив змінність деяких з цих зірок. Незалежно від інших вчених і майже одночасно з ними відкрив темне внутрішнє кільце Сатурна, один із супутників Урана. Для визначення систематичних помилок спостережень за допомогою нитяного мікрометра зробив вимірювання штучних подвійних зірок. У 1841 визначив значення сталої прецесії, загальноприйняте протягом 55 років. Аналізуючи результати спостережень повного сонячного затемнення 1851, зробив правильний висновок про те, що протуберанці належать Сонцю.
Склав два ювілейних видання у зв'язку з 25- і 50-річчям Пулковської обсерваторії, які містили історичний огляд її робіт і опис нових інструментів.
У першому шлюбі з Емілією Дірссен (Emilie Dyrssen, 1823—1868) Отто Васильович Струве мав чотирьох синів і двох дочок, а у другому шлюбі з Еммою Янковською (Emma Jankowsky, 1839—1902) доньку Єву (1873—1954). Два його сина, Людвіг Оттович і Герман Оттович і онук Отто Людвігович Струве також стали астрономами, продовживши сімейну династію Струве.
Почесний член багатьох академій наук і наукових товариств, нагороджувався медалями та преміями за наукові роботи.
У 1913 відкрита Григорієм Неуйміним мала планета номер 768 була названа Струвеаною на честь астрономів Василя Яковича, Отто Васильовича і Германа Оттовича Струве.

## Нагороди
- Золота медаль Королівського астрономічного товариства (1850)
- Великий хрест ордена Франца Йосифа (1878)[8].

## Найважливіші роботи
- «Bestimmung der Constante der Präcession mit Berichtsichtigung der eigenen Bewegung des Sonnensystems» (1841);
- «Sur les dimensions des anneaux de Saturne» (1852);
- "Observations de la grande nébuleuse d'Orion faites à Kasan et à Poulkova par M. Liapounow et O. Struve "(1862).